# Stepán Makárov
Stepán Ósipovich Makárov (en ruso: Степа́н О́сипович Мака́ров; Nikoláyev [ahora Mykoláiv, Ucrania], 8 de enero de 1849-cerca de Port Arthur [China], 31 de marzo de 1904) fue un conocido y condecorado almirante de la Armada Imperial Rusa, así como un distinguido constructor naval y oceanógrafo, premiado por la Academia Rusa de las Ciencias y autor de varios libros sobre el tema. Murió en combate en la guerra ruso-japonesa al ser alcanzado el acorazado que mandaba por una mina japonesa. Es recordado, además de por sus acciones bélicas, por haber dirigido dos viajes de circunnavegación del mundo y haber realizado varios viajes de exploración del Ártico en el primer rompehielos moderno de la historia, además de haber sido también el primer oficial que disparó un torpedo desde una lancha torpedera, idea asimismo suya.

## Biografía

### Primeros años

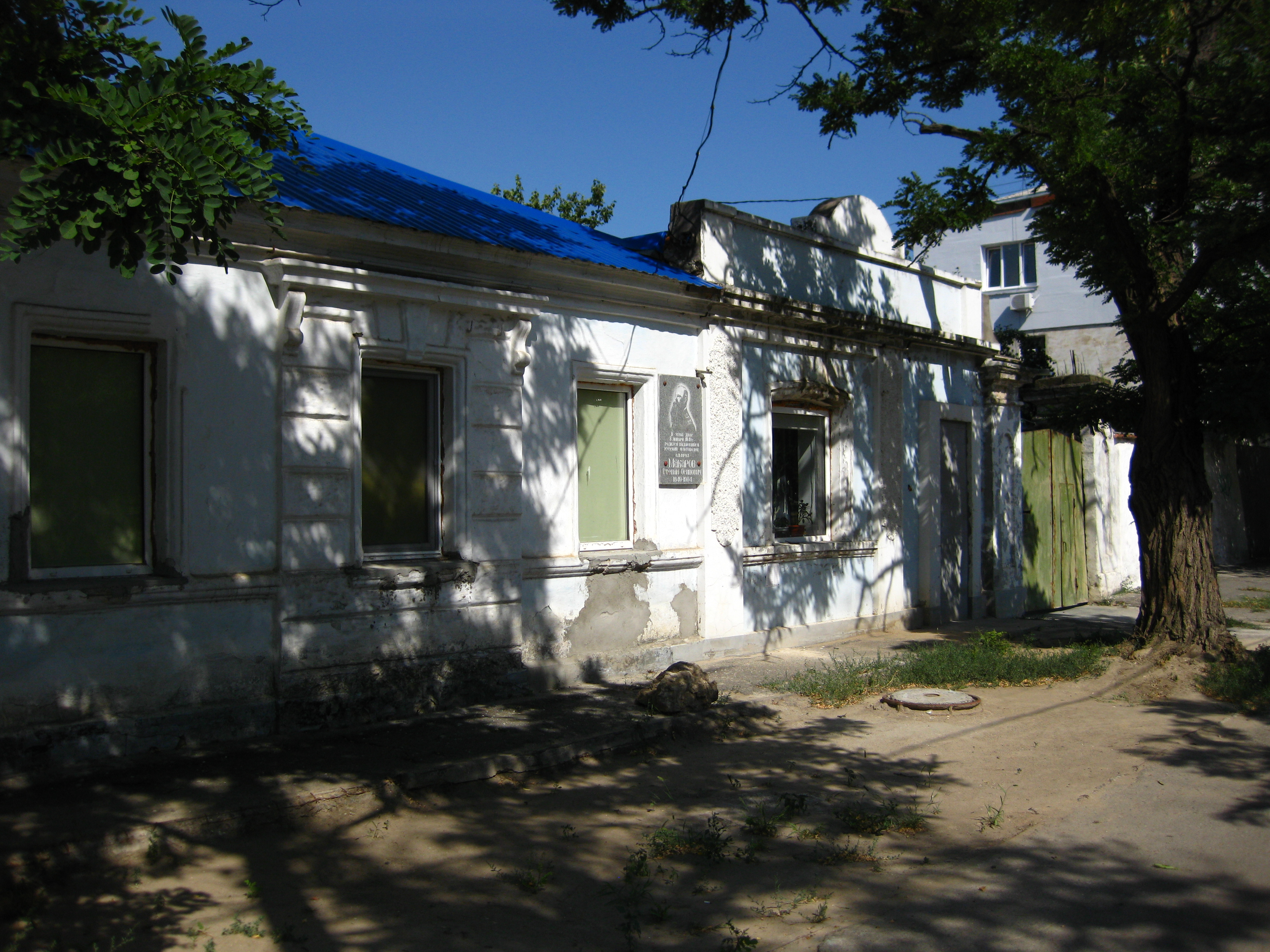
Casa natal de Makárov en Mykoláiv

Stepán Makárov nació en Nikoláiev (ahora Mykoláiv, Ucrania) en la familia de un práporshchik del Almirantazgo (прапорщик по Адмиралтейству, un oficial auxiliar). Su familia se trasladó a Nikoláyevsk del Amur en 1858 y Makárov asistió a la escuela allí. En 1863, se incorporó a la Marina Imperial Rusa, donde se desempeñó como cadete a bordo de un clipper de la Flota del Pacífico. En 1866, tomó parte en el viaje de la corbeta Askold desde el puerto de Vladivostok,  por la ruta del cabo Buena Esperanza, hasta el puerto de Kronstadt, en el Báltico. Makárov sirvió luego en la Flota del Báltico, entre 1867 y 1876, sirviendo como capitán de bandera al almirante Andréi Popov. Fue transferido a la Flota del Mar Negro  en 1876.

## Guerra ruso-turca
Makárov participó en la guerra ruso-turca (1877-1878) y fue condecorado por su servicio como capitán de la lancha torpedera rusa Veliki Knyaz Konstantín. Fue uno de los primeros en adoptar la idea de las torpederas y a él mismo entró en acción en una de ellas. El 16 de enero de 1877, fue el primero en el mundo en lanzar torpedos desde una embarcación (que a su vez se lanzó desde un acorazado) contra el Intibah, un buque de la Armada otomana. Se lo consideraba uno de los principales expertos en el uso de minas y torpedos.

## Expediciones oceanográficas

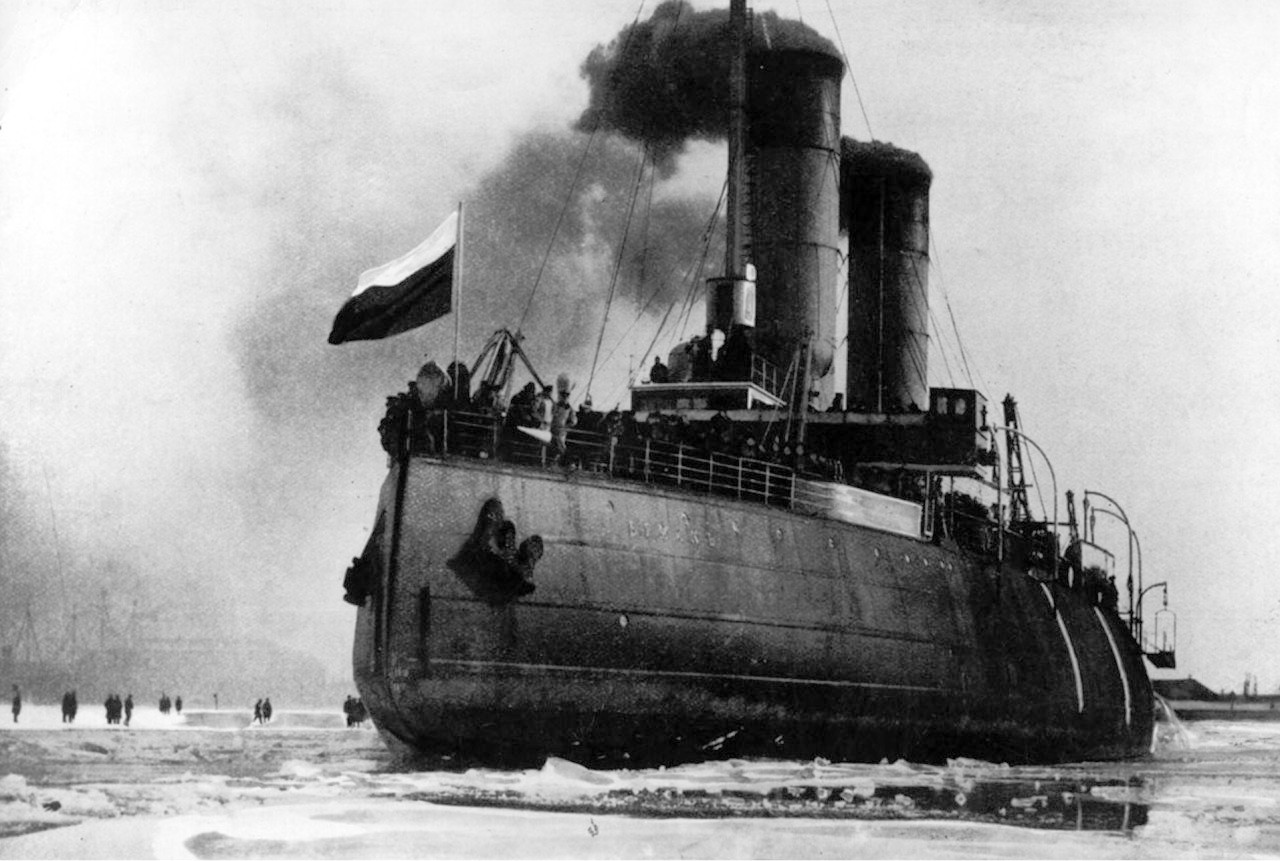
El rompehielos Yermak.

Más adelante dirigió dos expediciones oceanográficas alrededor del mundo en la corbeta Vítiaz (1886-89 y 1894-96). En la segunda de ellas, preparó, y más tarde publicó, un resumen detallado de la hidrología del mar de Ojotsk.
Makárov también propuso la idea de construir un barco que pudiera navegar en la banquisa y supervisó su construcción. El rompehielos Yermak fue el primer barco rompehielos de su tipo en el mundo, y Makárov lo capitaneó en dos expediciones árticas: la primera, en 1899, a la isla de Spitsbergen, en el archipiélago de las Svalbard, en la que logró navegar hasta los 81° 21′ N; la segunda, en el invierno de 1899-1900, para establecer en el Báltico la primera comunicación de radio entre la localidad de Kotka y la isla de Gogland (Suursaar) (a una distancia de 47 km). 

## Rompehielos en el lago Baikal

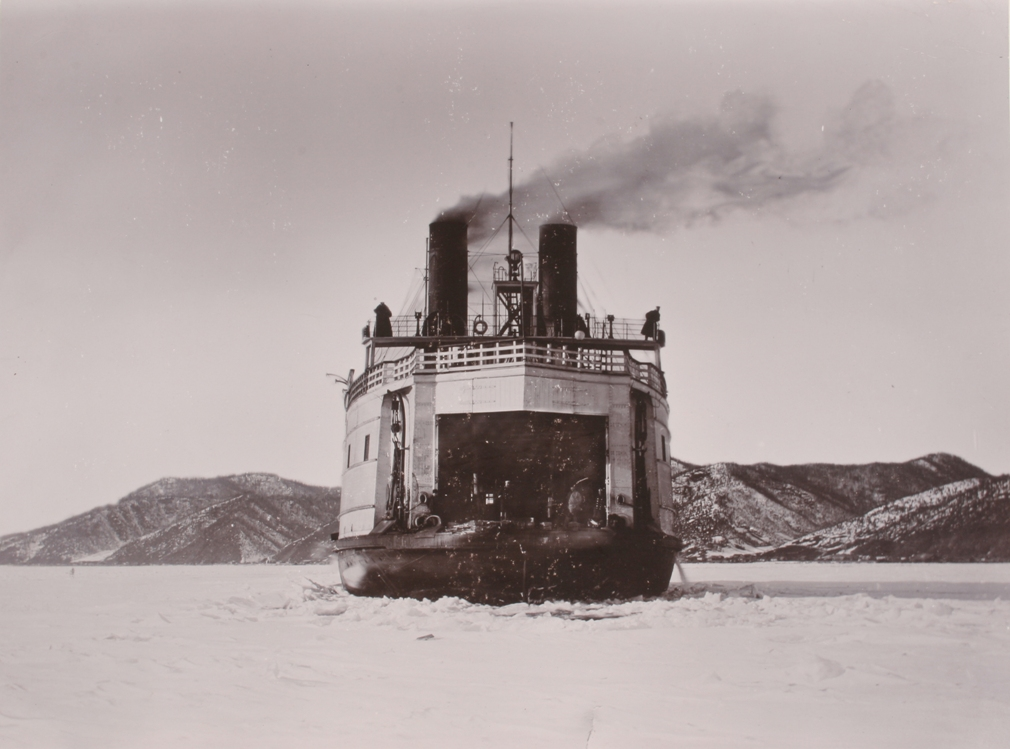
SS Baikal en servicio en el lago Baikal

Makárov también diseñó, basándose en el estudio de buques similares que operaban en los Grandes Lagos americano y en la experiencia del Yermak, dos barcos de vapor rompehielos para que el ferrocarril transiberiano pudiera cruzar través del lago Baikal mientras se completaba la construcción del ferrocarril Circumbaikal: el tren ferry SS Baikal, construido en 1897, y el paquebote de vapor de pasajeros y carga SS Angará, construido alrededor de 1900,
La compañía Armstrong Whitworth, en Newcastle-upon-Tyne, Inglaterra, construyó las naves en forma de conjunto ensamblable y las envió para su montaje al pequeño puerto de Listvianka, en el lago Baikal. Sus calderas, motores y otros componentes se construyeron en San Petersburgo. El Baikal, de 64 m de largo, tenía 15 calderas y cuatro chimeneas, y podía transportar en su cubierta media 24 vagones de ferrocarril y una locomotora. El Angará era más pequeño, con dos chimeneas.
El Baikal fue incendiado y destruido en la guerra civil rusa. El Angará sobrevive, ha sido restaurado y está permanentemente atracado en  Irkutsk donde sirve como oficinas y museo.

## Guerra ruso-japonesa

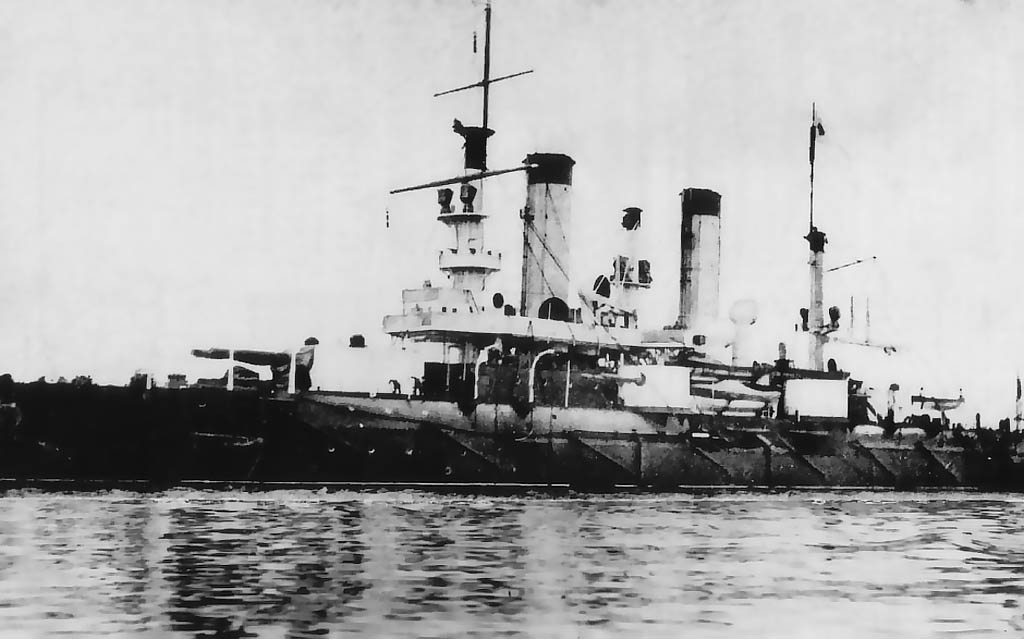
Acorazado ruso Petropávlovsk, buque insignia de Makárov (1903)

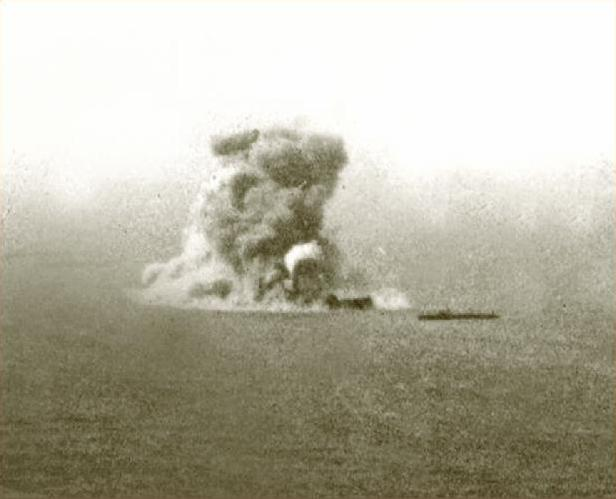
El fin del acorazado de Makárov, el Petropávlovsk, instantánea tomada el 31-03-1904

En la importante reunión de diciembre de 1897 en la que se decidió la construcción de una gran flota del Pacífico para hacer frente a la japonesa, fue el único en mostrarse contrario al proyecto; argumentó que la cercanía de Japón al continente y la falta de bases adecuadas para la flota haría inútil la ventaja numérica que se pudiese lograr frente a los nipones.
Después del ataque por sorpresa de la Armada Imperial Japonesa a Port Arthur el 9 de febrero de 1904, el ascendido almirante Makárov fue enviado el 24 de febrero (algunas fuentes indican marzo) a comandar la Flota Rusa del Pacífico, estacionada allí. Su liderazgo durante esa  guerra ruso-japonesa  fue muy diferente al de cualquier otro oficial naval ruso, ofreciendo diversidad, agresividad y la capacidad de «inspirar confianza en sus subordinados». Al asumir su mandato a principios de 1904, Makárov aumentó considerablemente la actividad de las escuadras rusas, así como la defensa general de Port Arthur. Hasta entonces, la flota rusa en general apenas operaba, haciendo funciones de flota potencial (la que ejerce su dominio sin salir de puerto). Bajo el liderazgo de Makárov «los escuadrones rusos salían al mar casi todos los días, permanecían constantemente en movimiento, y se aseguraban de no ser tomados por sorpresa fuera de la protección de las baterías costeras de Port Arthur».
A diferencia de sus predecesores, Makárov buscó los enfrentamientos con el fuego japonés, y conservó sus navíos en orden de batalla en la rada de Port Arthur. Cuando en marzo cruceros japoneses bombardearon Port Arthur desde el mar Amarillo, sus cruceros devolvieron el fuego con tal intensidad que los barcos japoneses se vieron obligados a retirarse. Ese mismo mes, la marina de guerra japonesa intentó sellar la entrada del puerto hundiendo antiguos barcos de vapor como blockships en el canal del puerto, los cruceros rusos que tenían asignada la protección de la entrada persiguieron a los buques de guerra japoneses de escolta y rápidamente los pusieron en fuga.
El 31 de marzo de 1904, el destructor ruso Strasny, regresando de patrulla, trató de volver a entrar en Port Arthur, pero fue interceptado por varios destructores japoneses. Comenzó un enfrentamientos entre los destructores de ambos bandos. Al observarlo Makárov, envió inmediatamente al crucero Bayán para ayudar al Strasny, mientras dirigía a tres acorazados, cuatro cruceros y un grupo de destructores en el mar Amarillo a buscar batalla con los buques de guerra enemigos circundantes.
Los buques de guerra japoneses se retiraron casi 15 millas mar adentro, con Makárov en su persecución. Con la llegada a escena de unidades enemigas pesadas, Makárov, excedida su potencia de fuego desde la orilla, dio media vuelta y se dirigió de vuelta a Port Arthur y la flota japonesa no le persiguió. Cuando su buque insignia, el acorazado Petropávlovsk, se acercaba a la entrada del puerto, se detonó una mina japonesa. Siguieron en rápida sucesión varias explosiones secundarias y el Petropávlovsk se hundió, llevando al almirante Makárov con el.
A bordo del acorazado de Makárov viajaba adjunto el pintor bélico Vasili Vereshchaguin quien falleció en la explosión (algunas fuentes citan este acontecimiento como el 13 de abril de 1904).
Los restos del almirante y de cinco de sus oficiales fueron recuperados de los restos del Petropávlovsk  por equipos de rescate japoneses, y en 1913, como un gesto de buena voluntad, los oficiales y la tripulación del crucero japonés Akitsushima presidieron el funeral por el almirante en el cementerio militar de Port Arthur.

## Reconocimientos

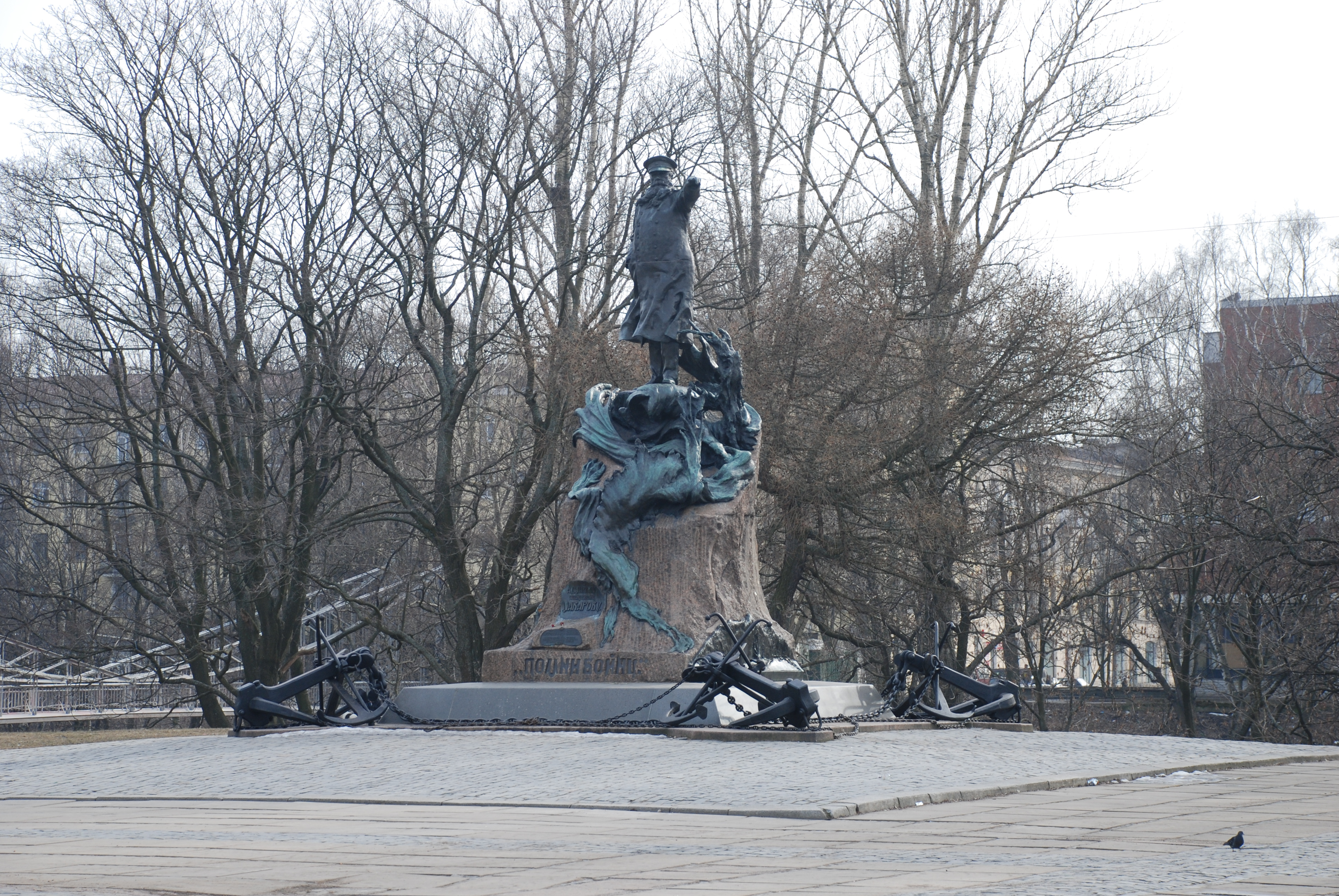
Monumento a Stepán Makárov en Kronstadt

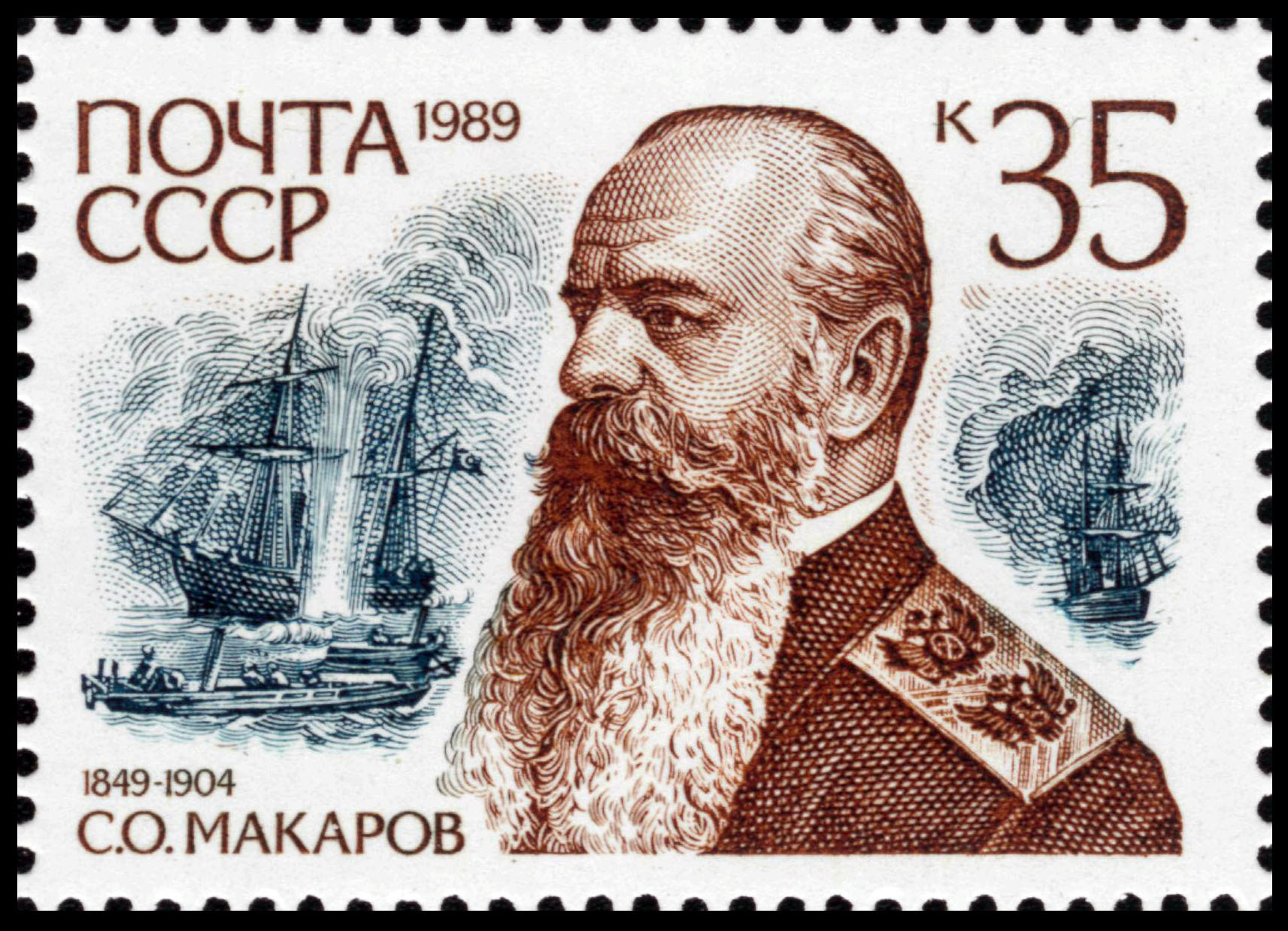
Stepán Makárov en un sello soviético

Se le erigieron varios monumentos en su honor, en su nativa Mykoláiv (Ucrania)  y en Vladivostok y Kronstadt. Tras su muerte, un gran número de embarcaciones rusas fueron bautizadas como Almirante Makárov. La Universidad Nacional de Construcción Naval Almirante Makárov de Mykoláiv, la Academia Estatal Marítima de San Petersburgo, la Escuela Naval Superior del Pacífico de Vladivostok y la Cuenca de Makárov también llevan su nombre.
Una isla en el grupo Tsivolk del archipiélago de Nordenskiöld fue nombrada en su memoria. La ciudad de Shiritoru, en la isla de Sajalín, fue renombrada en su honor Makárov en 1946.